# Jorge Cárdenas Nannetti
Jorge Cárdenas Nannetti (Popayán, 1906-Newton, Massachusetts, 11 de enero de 2008) fue un escritor y economista colombiano. Fue bisnieto del expresidente de Colombia Tomás Cipriano Mosquera y padre de los pintores Santiago y Juan Cárdenas Arroyo. Fue autor de libros como: Teoría de la Economía Colombiana, Nueva Historia de USA, Manual del editor, Historia de América y del Diccionario enciclopédico de selecciones. Fue traductor y editor la revista Selecciones para América Latina; fundador del Editores Express Service; Director de Selecciones del Reader’s Digest; fundador y asesor de la Editorial Norma; fundador de la Escuela de Economía de la Universidad de Antioquia y Vicepresidente del Comité Internacional del Libro de la UNESCO.